# Grönsta prästgård

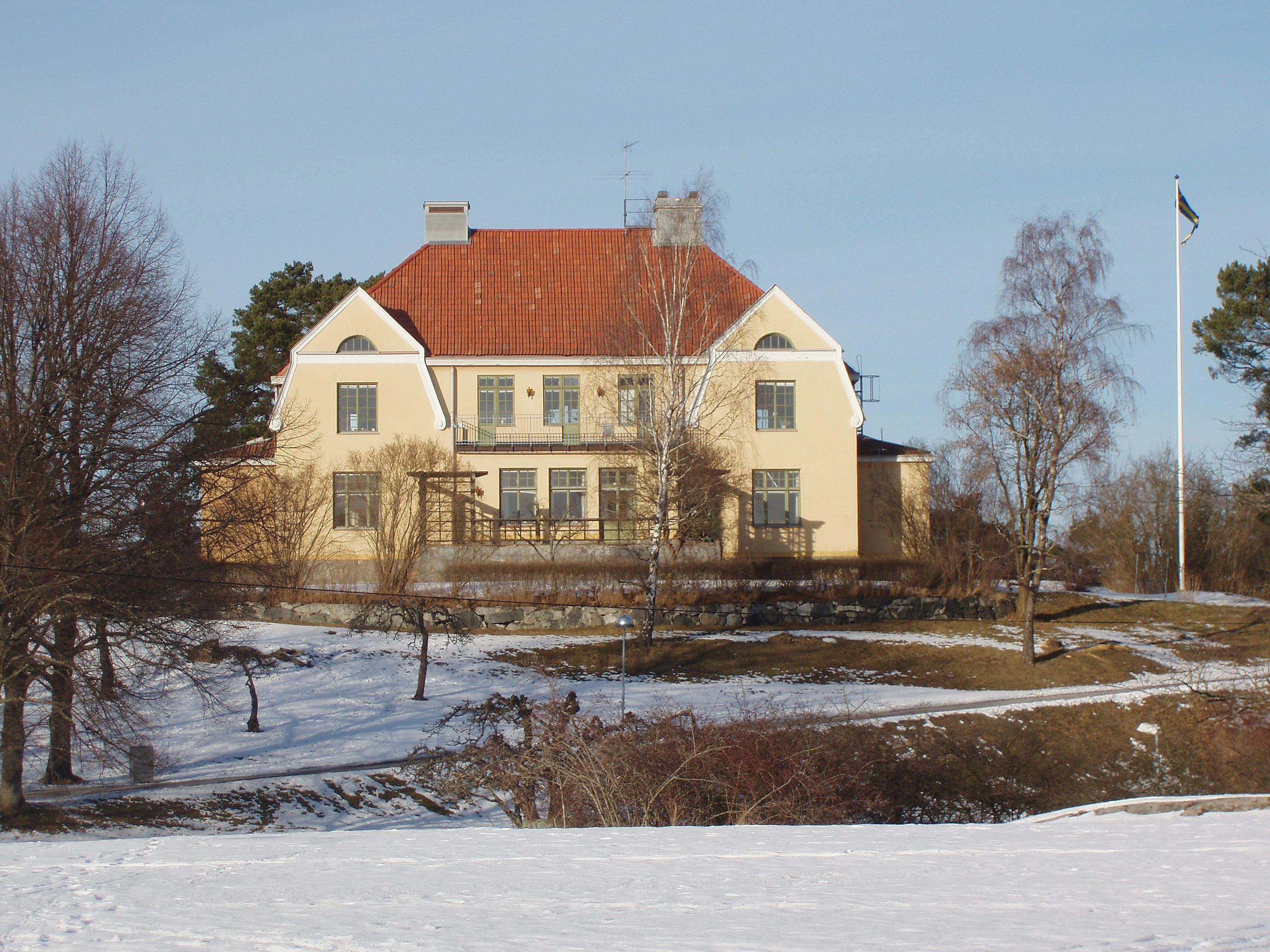
Grönsta prästgård, 2009.

Grönsta prästgård ligger i kommundelen Grönsta på norra delen av Lidingö kommun. Gården var tidigare en prästboställe för Lidingö församlings kyrkoherde. Idag hyr Lidingö församling ut huset till en privatperson som tillhandahåller viss serveringsverksamhet knuten till församlingen.

## Historia

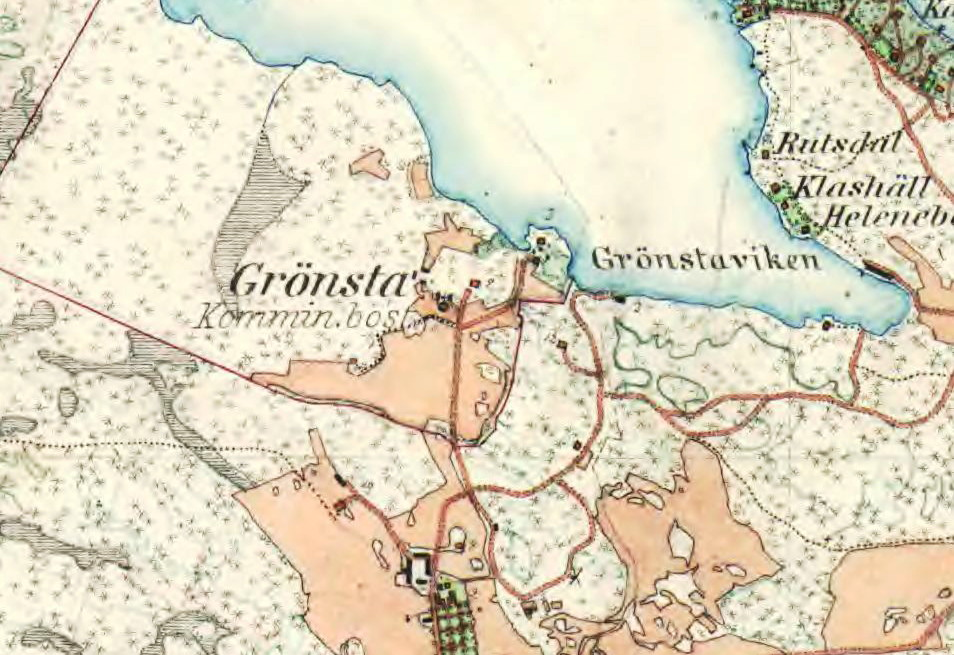
Grönstaområdet med komministerbostaden kring 1900.

Hemmanet Grönsta, som ursprungligen bestod av ett enkelt torp under godset Djursholm donerades av landshövdingen och friherre Svante Svantesson Banér till Lidingö socken 1653 i samband med att Lidingö socken blev eget pastorat. Stället omnämns i skrift redan 1370 som …et grønøstæ.
Efter att Lidingö kyrka hade uppförts 1623 och Danderyd-Lidingö från 1653 hade bildat en egen församling och pastorat ansåg Banérs att Lidingö borde få en egen präst och denne måste ha någonstans att bo. Dittills hade prästen till Lidingö kyrka hämtats i Danderyd med roddfärjan som gick mellan Sticklinge vid Rödstuguviken och Djursholm och skjutsats fram och tillbaka till kyrkan varje gång en präst var efterfrågad, vilket kom att bli en ohållbar lösning i längden.
Den nuvarande huvudbyggnaden uppfördes 1910 och ersatte en tidigare enkel byggnad i trä. Arkitekt var Per Olof Hallman som hade engagerats för den övergripande stadsplanen när Lidingös villastäder skulle uppföras. Han gestaltade byggnaden i enkel jugendbarock med slätputsade fasader och tegeltäckt tak. På fastigheten finns flera mindre hus. Lilla Grönsta hyrs av en föräldrakooperativ förskola som drivs enligt Ur & Skur-modellen. Ekonomibyggnader och Gröna stugan används främst för församlingens egen verksamhet. Den äldre prästgården från 1820-talet, som ligger alldeles intill, är en tämligen välbevarad gårdsbildning med manbyggnaderna samlade kring en gårdsplan och med de timrade uthusen placerade vid sidan av.
Prästgården som uppfördes 1910 byggdes med tanke på att kunna fungera både som bostad åt kyrkoherdefamiljen och som församlingsgård, varför huset blev väl tilltaget i utrymmen. Funktionen som församlingsgård överfördes till S:ta Annagården som byggdes 1978 och ligger i närheten av Lidingö kyrka vid Kyrkviken.

### Övrigt
Prästgården ligger intill byggnadsminnet Täcka Udden, med Carl Richard Nybergs flyghangar från 1908, och Grönstakolonin, som är Sveriges äldsta sportstugeområde, bildat 1910. På Grönsta gärde, söder om prästgården, återfinns målområdet för Lidingöloppet.

## Bildgalleri

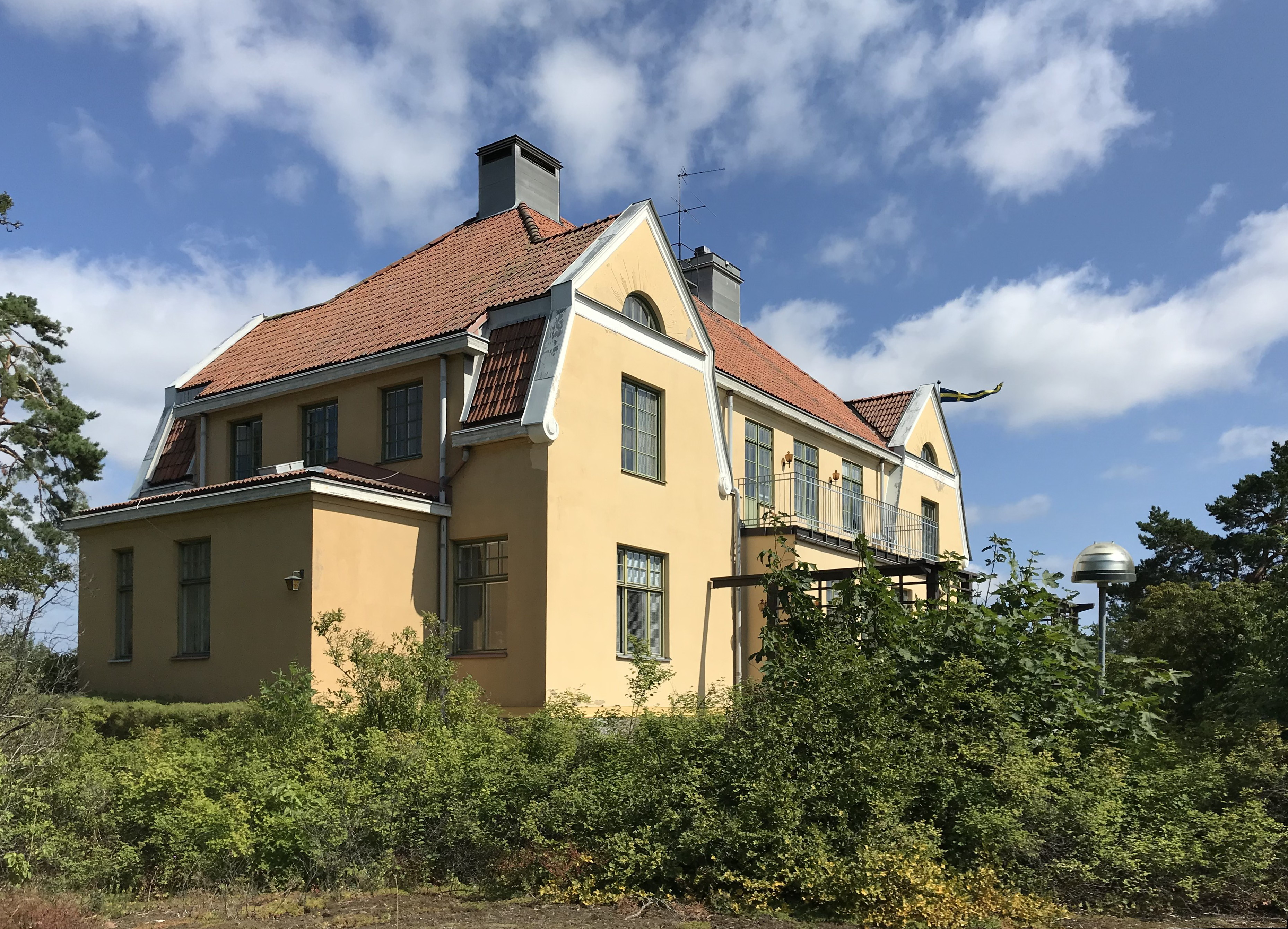
Grönsta prästgård, fasad mot väster.
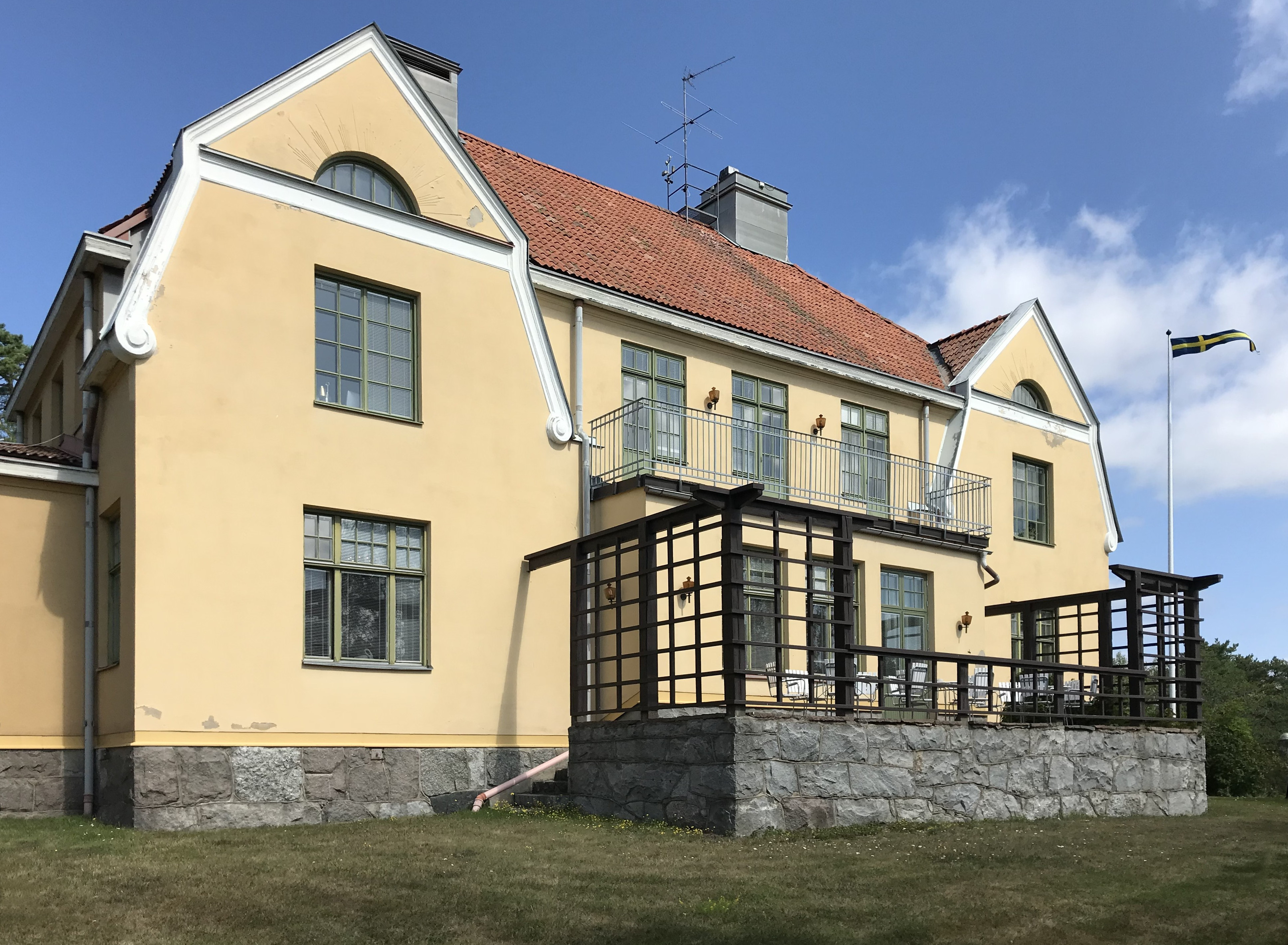
Grönsta prästgård, sjösidan.
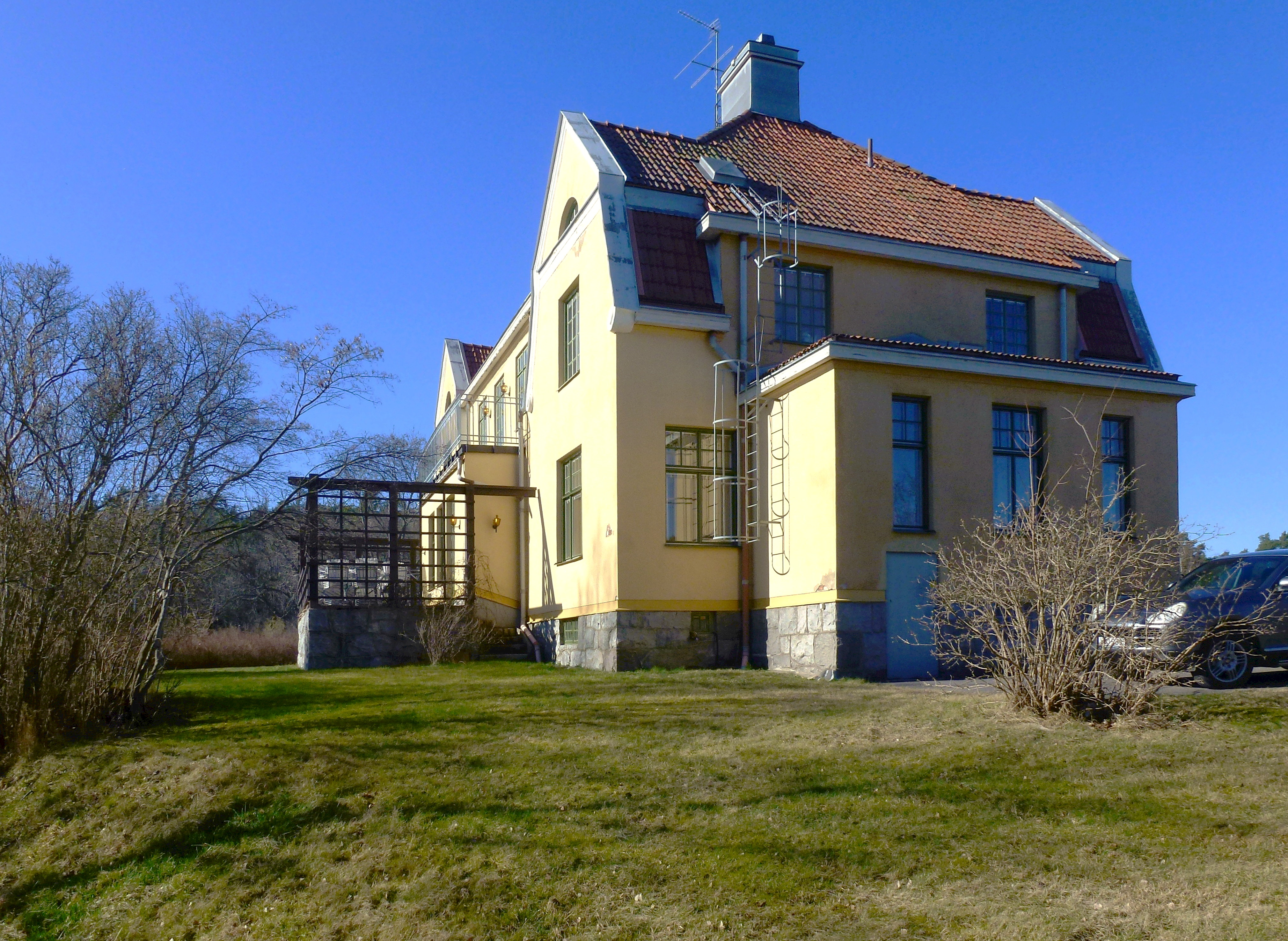
Grönsta prästgård, fasad mot öster.
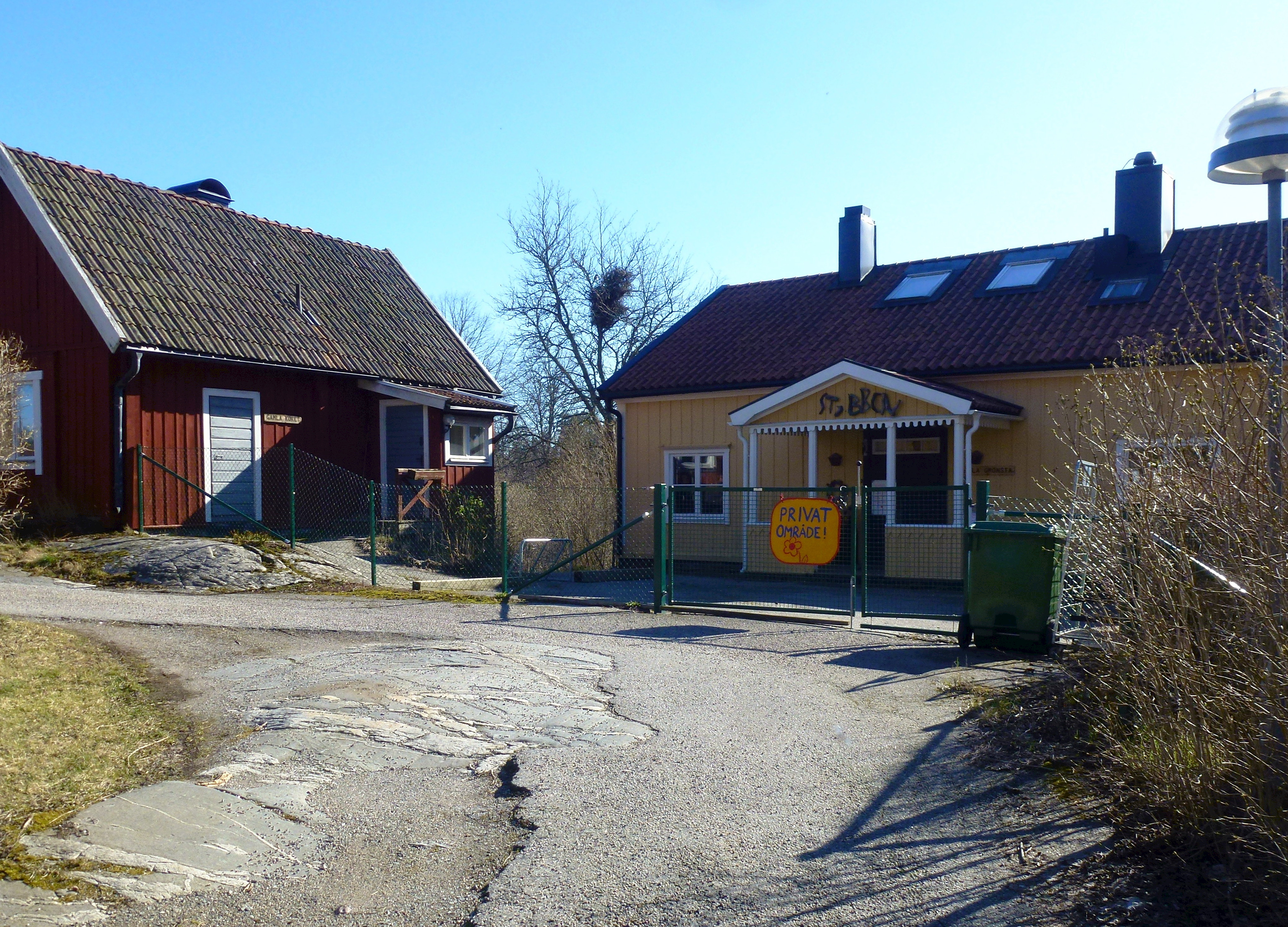
Gamla prästgården från 1820-talet.
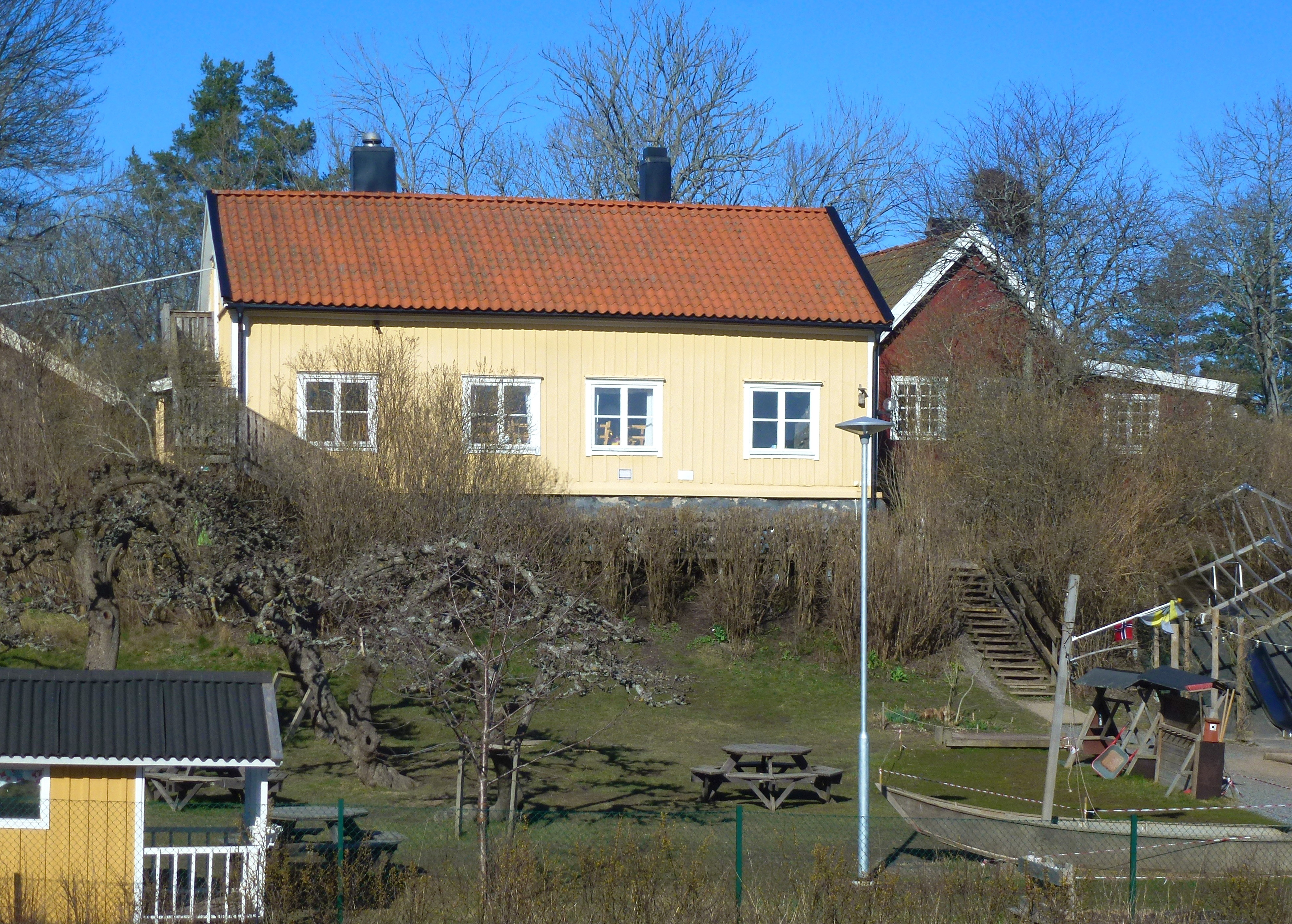
Gamla prästgården, fasad mot söder.

### Fotnoter
1. ↑  Lidingös gröna kulturmiljöer: Grönsta
2. ↑  Ortnamnsregistret: Grönsta
3. ↑  RAÄ:s bebyggelseregister: LIDINGÖ 5:193 M.FL. GRÖNSTAKOLONIN.